# L'enginyós senyor Ripley
L'enginyós senyor Ripley (títol original en anglès: The Talented Mr. Ripley) és una pel·lícula estatunidenca dirigida per Anthony Minghella, estrenada el 1999 i doblada i subtitulada al català. Està basada en la novel·la homònima de Patricia Highsmith.

## Argument
En els anys 1950, Tom Ripley (Matt Damon) rep l'encàrrec de Herbert Greenleaf, un ric armador estatunidenc, de portar als Estats Units el seu fill playboy, Dickie (Jude Law), que ha fugit de la pressió familiar a Itàlia on passa unes vacances «perllongades» amb la seva promesa Marge (Gwyneth Paltrow), finançades pel seu pare. Tom descobreix un món idíl·lic, entre oci i locals de jazz... Però quan Dickie s'acaba cansant de Tom i li nega l'amistat, Tom està llest per apropiar-se d'aquesta vida de somni...

## Crítica
Després de guanyar un Oscar per El pacient anglès, Anthony Minghella va dirigir aquesta adaptació de la novel·la de Patricia Highsmith Mr. Ripley. L'obra ja va ser portada al cinema el 1959 sota el guiatge de René Clément, amb el títol de Plein soleil. Els personatges principals, als quals llavors van donar vida Maurici Ronet, Marie Laforet i Alain Delon, són ara interpretats per Matt Damon, Gwyneth Paltrow i un Jude Law en ascensió, que va ser candidat a un Oscar gràcies a aquest paper i que es va convertir en un dels actors més sol·licitats de Hollywood.
Al final, surt un thriller maquiavèl·lic, així com una banda original excepcional amb els millors noms del jazz. Cal remarcar, igualment, que l'adaptació de Minghella és més a prop de la novel·la de Highsmith, sobretot en el que fa a l'ambigüitat sexual del personatge interpretat per Matt Damon.

## Repartiment
- Matt Damon: Tom Ripley
- Gwyneth Paltrow: Marge Sherwood
- Jude Law: Dickie Greenleaf
- Cate Blanchett: Meredith Logue
- Philip Seymour Hoffman: Freddie Miles
- Jack Davenport: Peter Smith-Kingsley
- James Rebhorn: Herbert Greenleaf
- Sergio Rubini: Inspector Roverini
- Philip Baker Hall: Alvin MacCarron
- Celia Weston: Tia Joan
- Fiorello: Fausto
- Stefania Rocca: Silvana
- Ivano Marescotti: Coronel Verrecchia
- Anna Longhi: Sra. Buffi
- Alessandro Fabrizi: Sergent Baggio

## Banda original
- Lullaby for Cain, interpretat per Sinéad O'Connor
- Lullaby for Cain, interpretat per Mary Ann McCormick i Toni Manoli
- Quintet for Piano and Winds, opus 15, compost par Ludwig van Beethoven i interpretat per Isaac Stern, Jaime Laredo, Yo-Yo Ma i Emanuel Ax
- Concerto italien, 1r moviment, compost per Bach i interpretat per Sally Heath
- My Funny Valentine, interpretat per Chet Baker
- The Champ, interpretat per Dizzy Gillespie
- Mache Dich, Mein Herze, Rein, compost per Jean-Sébastien Bach i interpretat per Dietrich Fischer-Dieskau, Munich Bach Orchestra i Karl Richter
- Ko-Ko, interpretat per Charlie Parker
- Guaglione, interpretat per Marino Marini
- Tu vuo fa l'americano, interpretat per Matt Damon, Jude Law, Fiorello i The Guy Barker International Quintet
- Moanin, interpretat per The Guy Barker International Quintet
- My Funny Valentine, interpretat per Matt Damon i The Guy Barker International Quintet
- Nature Boy, interpretat per Miles Davis
- Tenor Madness, interpretat per Sonny Rollins
- Miles and Bird, interpretat per The Guy Barker International Quintet
- May I?, interpretat per Bing Crosby
- You Don't Know What Love Is, interpretat per Alan Barnes
- Pent-Up House, interpretat per Guy Barker, Pete King, Iain Dixon, Robin Aspland, Arne Somogyi i Clark Tracey
- Four, interpretat per Guy Barker, Pete King, Iain Dixon, Robin Aspland, Arne Somogyi i Clark Tracey
- Lenski's Aria, interpretat per Nicolai Gedda, Dimiter Stanchev i Juri Mazurok
- Stabat Mater, 1r moviment, compost per Antonio Vivaldi i interpretat per Gabriel Yared
- Stabat Mater, 1r moviment, compost par Antonio Vivaldi i interpretat per Clifford Gurdin i el London Metropolitan Ensemble
- You Don't Know What Love Is, interpretat per John Martyn i The Guy Barker International Quintet
- We're Called Gondolieri, interpretat per Matt Damon i Jack Davenport
- Knees Up, Mother Brown, interpretat per Gabriel Yared i David Arch

## Nominacions
- Oscar al millor actor secundari, per Jude Law
- Oscar al millor guió adaptat
- Oscar a la millor banda sonora
- Oscar al millor vestuari, per Ann Roth i Gary Jones
- Oscar a la millor direcció artística, per Roy Walker
- Os d'Or al Festival Internacional de Cinema de Berlín 2000.
- Globus d'Or a la millor pel·lícula dramàtica
- Globus d'Or al millor director
- Globus d'Or a la millor banda sonora original
- Globus d'Or al millor actor dramàtic, per Matt Damon
- Globus d'Or al millor actor secundari, per Jude Law.